# Stazione di Ansedonia
La stazione di Ansedonia era una fermata ferroviaria posta a servizio della frazione omonima di Orbetello e nelle vicinanze del museo archeologico nazionale di Cosa.

## Storia
La fermata venne formalmente attivata nel corso del 1950 nella località omonima nel il tratto di linea tra Orbetello e Capalbio, sotto la gestione dell'allora Azienda autonoma delle Ferrovie dello Stato, e soppressa successivamente all'inizio degli anni 2000.

## Strutture e impianti
L'impianto, posto sulla ferrovia Tirrenica circa in corrispondenza del chilometro 144 da Roma, era composto da due banchine serventi i due binari di corsa, rimaste intatte dopo la soppressione ma semi invase dalla vegetazione infestante. Lato Livorno la fermata è anticipata da una casa cantoniera posta in curva, da dove origina la strada sterrata che conduce al piazzale antistante l'impianto.
In corrispondenza della fermata aveva inoltre sede un posto di blocco intermedio dotato di un fabbricato a due piani dedicato alle funzioni per il distanziamento treni con Blocco Elettrico Manuale. Questi comandava due segnali di prima categoria per entrambi i sensi di marcia lato Roma e Livorno posti alla fine delle due banchine. Verso la metà degli anni '90 il PBI venne dismesso data l'adozione sulla linea del più moderno Sistema di Comando e Controllo per la gestione del traffico ferroviario a distanza.